# Пресняков, Александр Васильевич
Александр Васильевич Пресняков (14 октября 1917, д. Лопатино, Скопинский уезд — 27 апреля 2010, Феодосия) — советский лётчик-торпедоносец военно-морской авиации в годы Великой Отечественной войны, Герой Советского Союза (22.07.1944). Генерал-майор авиации СССР (9.05.1961), генерал-лейтенант Вооружённых сил Украины.

## Биография
Родился 14 октября 1917 года в селе Лопатино ныне Скопинского района Рязанской области в семье служащего. Русский. Окончил 7 классов школы в 1935 году, школу ФЗУ при опытном заводе ЦАГИ по специальности «авиационный моторист» в Москве. Без отрыва от производства окончил планёрную школу. Работал мотористом в школе полярной авиации Главного управления Северного морского пути в городе Николаеве, в апреле 1937 года зачислен в эту школу курсантом. 
В ноябре 1938 года на базе этой школы было создано Военно-морское авиационное училище имени С. А. Леваневского, и все курсанты, в том числе и Александр Пресняков, были зачислены в РККФ. В сентябре 1939 года окончил это училище, а в феврале 1940 года направлен младшим лётчиком в 41-ю отдельную авиационную эскадрилью ВВС Балтийского флота.
Принимал участие в советско-финской войне 1939—1940 годов.
На начало Великой Отечественной войны — командир звена самолётов МБР-2 в этой эскадрилье. В составе Балтийского флота начал воевать 22 июня 1941 года. За первые две недели боевых действие совершил 14 боевых вылетов на штурмовку и бомбардировку колонн врага, военно-морских баз. 23 октября 1941 года произвёл самовольный вылет на неисправном самолете, после отказа машины совершил аварийную посадку, во время которой пострадали все члены экипажа. Был осужден военным трибуналом, но оставлен в эскадрилье. К январю 1942 году за боевые отличия судимость была снята.
1 января 1942 года во время разведки танковой колонны самолёт Преснякова был сбит зенитной артиллерией в тылу врага. Через три дня экипаж вышел к своим. К концу января в составе 41-й эскадрильи на МБР-2 совершил около 100 боевых вылетов.
В марте 1942 года лейтенант Пресняков прибыл для прохождения службы в 1-й гвардейский минно-торпедный авиационный полк ВВС Балтийского флота (8-я минно-торпедная авиационная бригада ВВС Балтийского Флота) на должность заместителя командира эскадрильи. Участвовал в битве за Ленинград, в прорыве блокады Ленинграда, в Ленинградско-Новгородской, Прибалтийской наступательных операциях.
К началу 1944 года совершил 222 боевых вылета, в том числе 161 на торпедные и бомбовые удары, 14 на минные постановки и 11 на разведку. Лично потопил 2 транспорта, 2 тральщика, уничтожил 5 вражеских самолётов на аэродромах. В боях за снятие блокады Ленинграда уничтожил бомбовым ударом штаб германской дивизии. 
Указом Президиума Верховного Совета СССР от 22 июля 1944 года за образцовое выполнение заданий командования на фронте борьбы с немецкими захватчиками и проявленные при этом отвагу и геройство гвардии капитану Преснякову Александру Васильевичу присвоено звание Героя Советского Союза с вручением ордена Ленина и медали «Золотая Звезда».
Всего за время Великой Отечественной войны, по утверждению А. В. Преснякова, совершил 370 боевых вылетов, После присвоения звания Героя потопил ещё три крупных транспорта противника и тральщик. По документам, на его счету было 247 боевых вылетов.
В ноябре 1944 года был отозван с фронта и назначен командиром эскадрильи в 1-м учебном авиационном полку ВВС ВМФ.
После войны продолжил службу в ВМФ. Окончил Высшие офицерские курсы авиации ВМС в 1947 году в Риге, Военно-морскую академию имени К. Е. Ворошилова в 1954 году, Военную академию Генерального штаба в 1960 году. Командовал 1534-м и 36-м минно-торпедными авиационными полками, 89-й и 3-й (1960—1961) минно-торпедными авиационными дивизиями ВВС Тихоокеанского флота.
С 1961 по 1968 годы — заместитель командующего авиацией Тихоокеанского флота. С 1969 года служил начальником филиала государственного научно-испытательного института имени Чкалова в городе Феодосии. На этой должности активно участвовал в государственных испытаниях корабельных самолётов и вертолётов, авиационных корабельных комплексов и вооружения, систем приземления и приводнения космических аппаратов. С декабря 1982 года генерал-майор авиации А. В. Пресняков — в отставке.
Жил в Феодосии, являлся председателем Феодосийского городского совета ветеранов войны, труда и военной службы. Был членом Коммунистической партии Украины. 
Умер 27 апреля 2010 года. Похоронен в Феодосии на Новом городском кладбище.

## Награды

Бюст А. В. Преснякова на Аллее Героев в Феодосии.

- Герой Советского Союза (22.07.1944)
- два ордена Ленина (22.07.1944, 3.09.1981)
- четыре ордена Красного Знамени (14.08.1942, 20.11.1943, 3.04.1944, 13.10.1944)
- ордена Отечественной войны 1-й (11.03.1985) и 2-й (15.08.1945) степеней
- три ордена Красной Звезды (3.11.1953, 14.08.1957, 22.02.1968)
- орден «За службу Родине в Вооруженных Силах СССР» 3-й степени (30.04.1975)
- медаль «За боевые заслуги» (20.06.1949)
- медаль «За оборону Ленинграда» (вручена в 1943)
- ряд других медалей СССР
- Почётный гражданин города Феодосии (2007)[8]

## Сочинения
- Пресняков А. В. Над волнами Балтики. — М.: Воениздат, 1979. — 299 с.
- Пресняков А. В. На крыльях Родины // Ленинское знамя (Скопин). – 1977. – 7 мая.

## Память

Могила на Новом городском кладбище Феодосии

- Памятник А. В. Преснякову установлен на могиле на Новом городском кладбище Феодосии.
- Бюст Героя Советского Союза А. В. Преснякова установлен на мемориальном комплексе «Аллея Героев» в Феодосии.
- Мемориальная доска установлена на доме в Феодосии, в котором жил Герой (улица Вити Коробкова, дом 14).
- В посёлке Приморский (городской округ Феодосия Республики Крым) именем Героя названа средняя школа № 11, на здании которой также установлена мемориальная доска.[9]